# يوكا إيماي
يوكا إيماي (今井由香 إيماي يوكا) هي مؤدية أصوات يابانية ولدت في 19 سبتمبر 1970 في أتامي، شيزوكا.

## أدوارها في الأنمي

### مسلسلات أنمي تلفزيونية
- فاينل فانتسي: أنليميتد - يو هاياكاوا
- نزيل الظلام - ماريا وونغ
- الملعقة الفضية - والدة يوغو هاتشيكين
- سابق ولاحق - كايد
- أبطال الديجيتال الجزء الثالث - صفراء
- إكسل ساغا - ميساكي ماتسويا
- ديول ماسترز - ريكوتا
- فروتس باسكت - أريسا أوؤوتاني, أكيتو سوما (أيام الطفولة)
- موشيشي - ناغي (الذين يستنشقون الندى)
- أوتينا فتاة الثورة - واكابا شينوهارا
- غاش بيل الذهبي - شيوري
- أمراء الغناء: ماجي لاف 1000% - توموتشيكا شيبويا
- أمراء الغناء: ماجي لاف 2000% - توموتشيكا شيبويا
- أمراء الغناء: ماجي لاف ريفولوشنز - توموتشيكا شيبويا
- ختم النجوم - لين شو روك يالولوغ دريل هيدال جينتو
- راية النجوم - لين شو روك يالولوغ دريل هيدال جينتو
- راية النجوم II - لين شو روك يالولوغ دريل هيدال جينتو
- بوكيمون - إيف

### أوفا أنمي
- راية النجوم III - لين شو روك يالولوغ دريل هيدال جينتو

## أدوارها في ألعاب الفيديو
- تيلز أوف ديستني - روتي كاتريت

## وصلات خارجية
- يوكا إيماي على موقع IMDb (الإنجليزية)
- يوكا إيماي على موقع ميوزك برينز (الإنجليزية)
- يوكا إيماي على موقع قاعدة بيانات الفيلم (الإنجليزية)
- يوكا إيماي على موقع ANN person (الإنجليزية)